# Shinya Hagihara
Shinya Hagihara (萩原 慎也 Hagihara Shinya?), född 7 april 1971 i Yamanashi prefektur, är en japansk före detta fotbollsspelare.
Hagihara började sin karriär i Ventforet Kofu. Han avslutade karriären 1999.